# Trachelas spicus
Trachelas spicus là một loài nhện trong họ Trachelidae.
Loài này thuộc chi Trachelas. Trachelas spicus được miêu tả năm 1974 bởi Norman I. Platnick & Shadab.